# الحيوانات في البوذية
إن الحيوانات في البوذية أو تيرياجيوني ومعاملتها  حسب المعتقدات البوذية مهم، لأنه يسلط الضوء على تصور البوذيين لعلاقتهم بالعالم الطبيعي، وعلى الاهتمامات الإنسانية البوذية بشكل عام، وعلى العلاقة بين النظرية البوذية والممارسة البوذية.

## علم أصول الكلمات
في لغة البالي، تُرجم الكلمة إلى تيرا-أتشانا. تيرا تعني ضد، وأتشانا تعني كائنًا قادرًا على الحركة. وبالتالي، فإن المعنى الكامل هو كائن يتحرك أفقيًا، على عكس البشر والآلهة وبراهما.

## في العقيدة البوذية
لطالما اعتُبرت الحيوانات في الفكر البوذي كائنات واعية.  تنص عقيدة التناسخ على أنه يمكن لأي إنسان أن يولد من جديد كحيوان، ويمكن لأي حيوان أن يولد من جديد كإنسان. قد يكون الحيوان قريبًا ميتًا مولودًا من جديد، وأي شخص ينظر إلى الوراء بما يكفي عبر سلسلة حياتهم قد يعتقد أن كل حيوان قريب بعيد. أوضح بوذا أن الكائنات الواعية التي تعيش حاليًا في عالم الحيوان كانت أمهاتنا وإخوتنا وأخواتنا وآباؤنا وأطفالنا وأصدقائنا في ولادات سابقة. لذلك، لا يمكن للمرء أن يميز بشكل صارم بين القواعد الأخلاقية المطبقة على الحيوانات وتلك المطبقة على البشر؛ في النهاية كان البشر والحيوانات جزءًا من عائلة واحدة، وهم جميعًا مترابطون.
من الناحية الكونية، كان يُعتقد أن الحيوانات تسكن "عالمًا" منفصلًا عن البشر، لا بالمكان بل بالحالة النفسية. كان يُطلق على هذا العالم اسم "تيرياجيوني" في السنسكريتية، و"تيراكشانيوني" في البالية. اعتُبرت إعادة الميلاد كحيوان من حالات إعادة الميلاد التعيسة، وعادةً ما تنطوي على أكثر من مجرد معاناة بشرية. تصور نصوص التفسير البوذية العديد من المعاناة المرتبطة بعالم الحيوان؛ فحتى في غياب البشر، يتعرضون للهجوم والالتهام من قبل حيوانات أخرى أو يعيشون في خوف منها، ويتحملون تغيرات بيئية قاسية على مدار العام، ولا يتمتعون بأمان السكن. غالبًا ما يُذبح من يعيشون بين البشر من أجل أجسادهم، أو يُؤخذون ويُجبرون على العمل مع الكثير من الضرب حتى يُذبحوا في نهاية حياتهم. علاوة على ذلك، يعانون من الجهل، حيث لا يعرفون أو يفهمون بوضوح ما يحدث لهم، ولا يستطيعون فعل الكثير حيال ذلك، ويتصرفون في المقام الأول بناءً على الغريزة.
علّم العالم الصيني تشي يي مبدأ التملك المتبادل للعوالم العشرة. هذا يعني أن جميع الكائنات الحية تمتلك طبيعة بوذا "بحالتها الراهنة". في فصل "ديفاداتا" من سوترا اللوتس، تبلغ ابنة ملك التنين حالة البوذية بحالتها الراهنة، ممهدة الطريق للنساء والحيوانات على حد سواء لبلوغ حالة البوذية.

## في الجاتاكاس
قصص الجاتاكا، التي تروي حياة بوذا الماضية بأسلوب الحكايات الشعبية، غالبًا ما تتضمن الحيوانات كشخصيات ثانوية أو رئيسية، وليس من النادر أن يظهر البوديساتفا (بوذا الحياة الماضية) كحيوان أيضًا. أحيانًا تتضمن القصص الحيوانات وحدها، وأحيانًا أخرى تتضمن صراعات بين البشر والحيوانات؛ وفي الحالات الأخيرة، غالبًا ما تُظهر الحيوانات سمات اللطف والكرم التي يفتقدها البشر.
كما تم تسجيله في الجاتاكاس كيف ضحى شاكياموني (أي بوذا نفسه الحكيم من عشيرة شاكيا) بنفسه في حياة سابقة كملك شيبي لإنقاذ حمامة من صقر.  تم تسجيله في سوترا الضوء الذهبي، كيف صادف شاكياموني في حياة سابقة، كأمير ساتفا، نمرة جائعة وأشبالها، وأطعم نفسه لهم حتى يبقوا على قيد الحياة.

## السلوك تجاه الحيوانات
أول المبادئ الخمسة يحرم قتل النفس. ويُفسر هذا المبدأ (في جميع المذاهب، باستثناء البوذية التبتية، التي تُفسره على أنه مُعادل للقاعدة الواردة في البراتيموسكا) بأنه ينطبق على جميع الكائنات الحية، بما في ذلك الكائنات الحيوانية بمعناها الأوسع، أي ليس الثدييات فقط، بل جميع فصائل الحيوانات، بما في ذلك الحشرات واللافقاريات الأخرى. ومنذ بدايات البوذية، وُضعت قواعد تهدف إلى منع إيذاء الكائنات الحية في عالم الحيوان لأسباب مُختلفة.
علّم بوذا أن جميع الحيوانات، منذ ولادتها اللانهائية، كانت أقاربهم السابقين وأخواتهم وأمهاتهم وإخواننا وآبائهم وأبنائهم. لذا فإن بوذية الماهايانا، يُخالف المبدأ الأول إيذاء الكائنات الحية أو قتلها أو أكلها، فهو بمثابة إيذاء أو قتل أو أكل لحم أطفالهم أو أمهم. وقد مُنع الرهبان من قتل حيوان عمدًا، أو شرب ماء يحوي على كائنات حية (مثل اليرقات).
يعود الاهتمام بالحيوانات إلى بدايات التاريخ البوذي. حيثُ كان أول ملك بوذي في الهند "أشوكا" قد أدرج في مراسيمه تعبيرًا عن القلق بشأن عدد الحيوانات التي قُتلت من أجل وجباته، وأعرب عن نيته وضع حدٍ لهذا القتل. كما أنه أدرج الحيوانات مع البشر كمستفيدين من برامجه للحصول على النباتات الطبية وغرس الأشجار وحفر الآبار. وفي مرسومه الخامس، أصدر أشوكا مرسومًا بحماية عدد كبير من الحيوانات التي لم تكن تُستخدم بشكل شائع كماشية؛ ويحمي صغار الحيوانات والأمهات التي لا تزال تحلب صغارها من الذبح؛ ويحمي الغابات من الحرق، وذلك خصيصًا لحماية الحيوانات التي تعيش فيها؛ ويحظر عددًا من الممارسات الأخرى المؤذية للحيوانات. في هذا، كان أشوكا ينفذ النصيحة لملك جاكرافارتين الواردة في سوتا جاكافاتيسهينادا؛ بأن الملك الصالح يجب أن يمد حمايته ليس فقط إلى فئات مختلفة من الناس بالتساوي، ولكن أيضًا إلى الحيوانات والطيور.
في قضية مثيرة للجدل في مدينة يولين الصينية، حُرم 700 كلب من الحقن المنقذة للحياة والعلاج الطبي في محمية بوذية خلال محاولة إنقاذهم من حمى الكلاب وأمراض أخرى، ونتيجةً لذلك نفقت العديد في غضون أيام.

## النباتية
من المبادئ الأساسية في البوذية مبدأ اللا عنف (أهميسا). والأفعال التي تؤدي إلى إزهاق الأرواح، بشكل مباشر أو غير مباشر، تتعارض مع هذا المبدأ البوذي الأساسي.

كثير من البوذيين في العديد من البلدان، بمن فيهم الرهبان، ليسوا نباتيين. مع ذلك، شهدت السنوات الأخيرة تغيرًا في مواقف بعض الناس. في ديسمبر 2007، ناقش الكارمابا السابع عشر، أوجين ترينلي دورجي (تحديد الكارمابا السابع عشر محل نزاع، انظر جدل الكارمابا )، هذا الموضوع.
في العام الماضي، في اليوم الأخير من دورة كاغيو مونلام، قلتُ بعض الكلمات حول موضوع الإقلاع عن أكل اللحوم. ربما جميعكم تقريبًا يعرف هذا بالفعل. يبدو أن البعض لم يفهم تمامًا ما قلته. على سبيل المثال، بدا أن بعض الطلاب الأجانب ظنوا أن المقصود هو أنه بمجرد أن تصبح طالبًا في الكاغيو، يُمنع تناول اللحوم. قالوا لجميع الكاغيوبا آكلي اللحوم: "لا يمكنك أن تكون كاغيوبا إذا كنت تأكل اللحم". لم أقل شيئًا مُحرضًا. إذا أكل ممارس ماهايانا، الذي يعتبر جميع الكائنات الحية كأب أو أم، لحم كائن آخر بإهمال ودون أي رحمة، فهذا ليس جيدًا. لذا علينا أن نفكر في هذا الأمر وننتبه إليه. جميعنا، نحن ممارسي ماهايانا، الذين نؤمن بأن جميع الكائنات الحية كانت بمثابة أمهاتنا وآباءنا، علينا أن نفكر في هذا الأمر. لهذا السبب، من الجيد تقليل كمية اللحوم التي نتناولها. هذا ما قلته.
بالتأكيد لم أقل إنه لا يجوز أكل اللحوم إطلاقًا. سيكون ذلك صعبًا. سواءً بسبب كارما سابقة أو ظروف حالية، لا يستطيع بعض الناس الاستغناء عن اللحوم. هذا هو الحال، ولا حرج في ذلك. لا مشكلة.
ثار جدلٌ حول تفسيرات السوترا. أحد التفسيرات هو أن أكل اللحوم ليس محرَّمًا صراحةً في السوترا والفينايا من شريعة بالي، اللذين يشجعان الرهبان على قبول أي طعام يُقدَّم لهم. مع ذلك، يُحظر على الرهبان قبول لحوم الحيوانات إذا علموا أو اعتقدوا أو شكّوا في أن الحيوان المعني قد ذُبح خصيصًا لهم، أي إذا أصبحت زيارات الرهبان المتسولين مناسبةً لذبح الحيوانات.
في سوترا الماهايانا لانكافاتارا وأنغوليمالا، يُحرّم بوذا صراحةً أكل اللحوم والأسماك وأي منتجات حيوانية ناتجة عن إيذاء أو قتل أي كائن واعٍ. وينص بوذا على أنه لا يجوز للراهب قبول لحم الكائنات الواعية وأكله إلا لأغراض طبية، إذا مات الحيوان وفقًا للدارما، أي أن الحيوان مات لأسباب طبيعية.
في البوذية الصينية الماهايانا، وفي البلدان التي انتشرت فيها (مثل كوريا وفيتنام)، يلتزم الرهبان البوذيون بالنظام النباتي الصارم. ومن المصادر الدينية لهذا التحريم سوترا الماهايانا لانكافاتارا . تُدين هذه السوترا أكل اللحوم بشدة؛ ومن بين أسباب أخرى، يُنص على وجوب تجنبه لأن وجود آكل لحوم يُثير الرعب لدى الحيوانات، التي تعتقد أنها قد تقتلها.
على الرغم من أن النباتية ليست أمرًا صريحًا في شريعة بالي، فمن الواضح أنها تُرى كحالة مثالية سقط منها البشر؛ تشرح سوتا أجانيا كيف بدأ البشر، الذين كانوا يعيشون في الأصل على أنواع مختلفة من المواد النباتية، نتيجة للشر المتزايد في العيش على الصيد، والذي كان يُعتقد في الأصل أنه مهنة مهينة.

## إطلاق الحيوانات
في البوذية في شرق آسيا، وخاصةً في التبت والصين، أصبح إطلاق الحيوانات، وخاصةً الطيور أو الأسماك، في بيئتها الطبيعية وسيلةً مهمةً لإظهار الشفقة البوذية. يُعرف هذا في البوذية التبتية باسم " تسِثار"، بينما يُعرف في الصين باسم "فانغشينغ" (放生). تستند هذه الممارسة إلى فقرة في "ماهايانا سوترا" من "شبكة براهما" والتي تنص على أن "... جميع الكائنات في مسارات الوجود الستة هم والديّ. إذا قتلتهم وأكلتهم، فهذا بمثابة قتل والديّ. ... بما أن إعادة الولادة في وجود تلو الآخر هو القانون الدائم الذي لا يتغير، فيجب أن نُعلّم الناس إطلاق الكائنات الواعية". في أواخر عهد أسرة مينغ، نشأت جمعياتٌ لإطلاق الكائنات الحية، حيث شيدت بركًا لإطلاق الأسماك التي استُعيدت من الصيادين لهذا الغرض. كما اشترت حيواناتٍ أخرى وبيعت في الأسواق وأطلقتها.
يتزايد الاعتراف بأن إطلاق الحيوانات قد يُسبب آثارًا بيئية سلبية، بما في ذلك كونه طريقًا لإدخال الأنواع الغازية إلى بيئات غير محلية. وقد يؤدي هذا إلى فقدان التنوع البيولوجي مع مرور الوقت. علاوة على ذلك، تُصطاد بعض الحيوانات لغرض محدد هو إطلاق سراحها.